# Massagraf bij Nizjni Tagil
Op 1 februari 2007 werd een massagraf bij het dorpje Ljovicha op 40 kilometer van de Russische Oeralstad Nizjni Tagil gevonden met de lichamen van 14 jonge vrouwen. Een dag later werd de ontdekking beschreven door journalist Rinat Nizamov van de Komsomolskaja Pravda en op dezelfde dag werd het bericht bevestigd in een officiële verklaring door het Openbaar Ministerie van de oblast Sverdlovsk. De politie arresteerde 8 mannen, die als leden van een bende verdacht worden van het plegen van de moorden.

## Massagraf
In het massagraf werden 14 meisjes en jonge vrouwen gevonden, variërend in de leeftijd van 13 tot 26 jaar. Aanvankelijk werd gesproken over 15 tot 30 vrouwen, maar dit werd later teruggebracht tot 14. De moorden op de vrouwen werden gepleegd tussen 2002 en 2005 op het grondgebied van de stad Nizjni Tagil, de districten Nevjanski, Prigorodny (rond Nizjni Tagil) en Koesjvinski, en het stedelijk district Kirovgrad. Een van hen zou Jelena Tsjoedinova zijn, de 15-jaar oude dochter van de bendeleider, Eduard Tsjoedinov.

## Verdachten
Acht mannen uit Nizjni Tagil, waarvan 4 uit een enkele familie, in de leeftijd van 25 tot 46 jaar worden verdacht van het plegen van de moorden. Ze worden beschuldigd van het ontvoeren, verkrachten en mishandelen van vele jonge vrouwen sinds begin 2002, met als doel hen te werk te stellen als prostituees in een bordeel in Nizjni Tagil, die was vermomd als massagesalon. Vrouwen die niet meewerkten werden vermoord. Het onderzoek naar de moorden werd afgerond in juni 2007.
Het voorval leidde tot veel kritiek op de politie, die ervan wordt beschuldigd de meldingen van vermissingen van de vrouwen onvoldoende te hebben onderzocht. In Nizjni Tagil, een stad met bijna 400.000 inwoners, werden alleen al in 2005 en 2006 in totaal 1409 vermissingen gemeld, waarvan 462 zaken nog onopgelost zijn.

## Proces
Hoofdverdachten Edward Tsjoedinov en Igor Melizjenkov kregen op 30 juli 2007 respectievelijk 14 jaar gevangenisstraf (in een gewone gevangeniskolonie) en 17 jaar (in een zwaar beveiligde gevangeniskolonie) opgelegd van de rechter voor de volgende vergrijpen: gewelddadige berovingen, illegaal wapenbezit, marteling en het prostitueren van minderjarigen. Het proces voor de overige vergrijpen (de ontvoering, verkrachting en moord op de 14 vrouwen) startte op 27 augustus 2007 in Nizjni Tagil tegen alle acht verdachten. In april 2008 werd Tsjoedinov veroordeeld tot levenslange gevangenisstraf, de aanklacht tegen hem voor de moord op zijn dochter werd geseponeerd, de andere zeven leden van de bende kregen gevangenisstraffen tussen 10 en 24 jaar.